# Lefebvre (Québec)
Lefebvre è un comune del Canada, situato nella provincia del Québec, nella regione di Centre-du-Québec.